# Хлебновка (Татищевский район)
Хлебновка — село в Татищевском районе Саратовской области. Входит в состав Вязовского муниципального образования.

## География
Село находится на берегу реки Старый Курдюм, на расстоянии 25 км к юго-западу от посёлка городского типа Татищево, административного центра района, и 50 км к юго-западу от города Саратов, административного центра области.

### Часовой пояс
Село Хлебновка, как и вся Саратовская область, находится в часовой зоне МСК+1. Смещение применяемого времени относительно UTC составляет +4:00.

## Население
| 2002 | 2010 |
| ---- | ---- |
| 210  | ↘157 |

## Улицы
- ул. Заводская,
- ул. Луговая,
- ул. Полевая,
- ул. Совхозная.